# 考德威爾縣 (德克薩斯州)
考德威爾縣（英語：Caldwell County）是美國德克薩斯州中南部的一個縣。面積1,418平方公里。根據美國2000年人口普查，共有人口32,194人。縣治洛克哈特（Lockhart）。
成立於1848年3月6日。縣名紀念先後攻打科曼奇族和桑塔·安納並簽署《德克薩斯獨立宣言》的馬修·考德威爾（Matthew Caldwell）。